# Araricá
Araricá egy község (município) Brazíliában, Rio Grande do Sul államban, Porto Alegre metropolisz-övezetében (Região Metropolitana de Porto Alegre, RMPA). 2021-ben a község népességét 5840 főre becsülték.

## Elnevezése
Kezdeti neve Estância Velha (régi telep) volt. 1938-ban felvette a João Correia nevet, majd 1944-ben átnevezték Araricára, amely tupi őslakos nyelven papagájitatót jelent. Az arari a kis katonaara tupi neve, és a régi időkben számos papagáj élt a közeli Morro Ferrabraz lejtőin.

## Története
A gyarmatosító portugálok királyi földadományként (sesmaria) kapták meg a fennsík (Planalto) és a Rio dos Sinos közötti területet, és a 18. században itt jött létre a Padre Eterno farm. A hely sokáig vita tárgyát képezte a tulajdonosok között. 1842-ben a német Johann Peter Schmidt árverésen megszerezte a farmot, és kis birtokokra osztotta fel, amelyeket telepeseknek adott el. A mai Araricá területén 1845 és 1860 között kezdtek letelepedni a német bevándorlók. 1868-ban Schmidt meghalt, és a fennmaradó földet Francisco Pedro de Abreu szerezte meg; ekkor kezdődött a mai községközpont központi és keleti részének benépesítése.
1930-ban São Leopoldo kerületévé nyilvánították, 1954-ben pedig az abból kiváló Sapiranga kerülete lett. 1995-ben függetlenedett, és 1997-ben Araricá néven önálló községgé alakult.

## Leírása
A községközpont Porto Alegretől 70 kilométerre, 42 méteres tengerszint feletti magasságban fekszik. A lakosság nagy része német leszármazott, és a hunsrücki dialektust beszélik. Gazdaságilag a község meglehetősen sokoldalú: jelen van a mezőgazdaság (gyümölcs- és zöldségfélék termesztése, méhészet), az ipar (kohászat, fafeldolgozás, cipőgyártás) és a szolgáltatások.
A község szimbóluma az azálea, és minden évben megtartják a Festa das Azaleias ünnepélyt, amelyen többek között felelevenítik Araricá első évtizedeit, sporteseményeket rendeznek, kulturális programokat szerveznek.